# Sadova, Moghilău
Sadova (în ucraineană Садова) este un sat în comuna Koneva din raionul Moghilău, regiunea Vinnița, Ucraina.

## Demografie
Componența lingvistică a localității Sadova
     Ucraineană (99,72%)
     Alte limbi (0,28%)
Conform recensământului din 2001, majoritatea populației localității Sadova era vorbitoare de ucraineană (99,72%), existând în minoritate și vorbitori de alte limbi.